# Henrik Valentin
Henrik Valentin, född 8 maj 1943, är en svensk författare, dramatiker, föredragshållare, skapare av installationer, estradör och kabaréartist. Han är medlem i Sveriges Dramatikerförbund och Författarcentrum Syd, Centrum för dramatik, Filmcentrum Syd

## Uppsatta pjäser
- Det ljuva lidandet, Teater Glädjehuset
- Som plåster på själen, Kraxmaskinen/Helsingborgs Stadsteater
- Blombergs franska försök, Stockholms Stadsteater, Länsteatern på Gotland, Västsvenska länsteatern
- Sundsutsikt sökes, Comedie Compagniet/Helsingborgs Stadsteater
- Hustrur vid havet, Comedie Compagniet
- Pärlplattan, Teater Scenen
- Kärlek, sex och andra katastrofer (delförfattare), Mosebacke
- Bröllopsfeber (dialoger, monologer, sångtexter)
- Ingen tid för julefrid, Comedie Compagniet, Helsingborgs Stadsteater
- Dunkerstablåer, Helsingborgs stadsteater, Dunkers kulturhus
- Jul igen. Och igen!, Comedie Compagniet, Helsingborgs stadsteater
- Ljus i oktobermörker, Comedie Compagniet, Dunkers Kulturhus
- Ginger och Freds påtvingade möte, Hbg stadsteater, Klara Soppteater m fl
- Havsutsikt sökes, Kulturföreningen Kustliv, Comedie Compagniet, Ribersborgs Kallbadhus

## Installationer
- Roten till det goda, Sofiero Slott, Helsingborg
- Leontines bortglömda trädgård, Sofiero Slott, Helsingborg
- Njutning har många namn, Sofiero Slott, Helsingborg
- Genom is och eld, Fredriksdals Trädgårdar och museer
- Min älskade köksträdgård, Sofiero Slott, Helsingborg
- Rosenkrocket, Fredriksdals museer och trädgårdar, Helsingborg